# Noční stolek

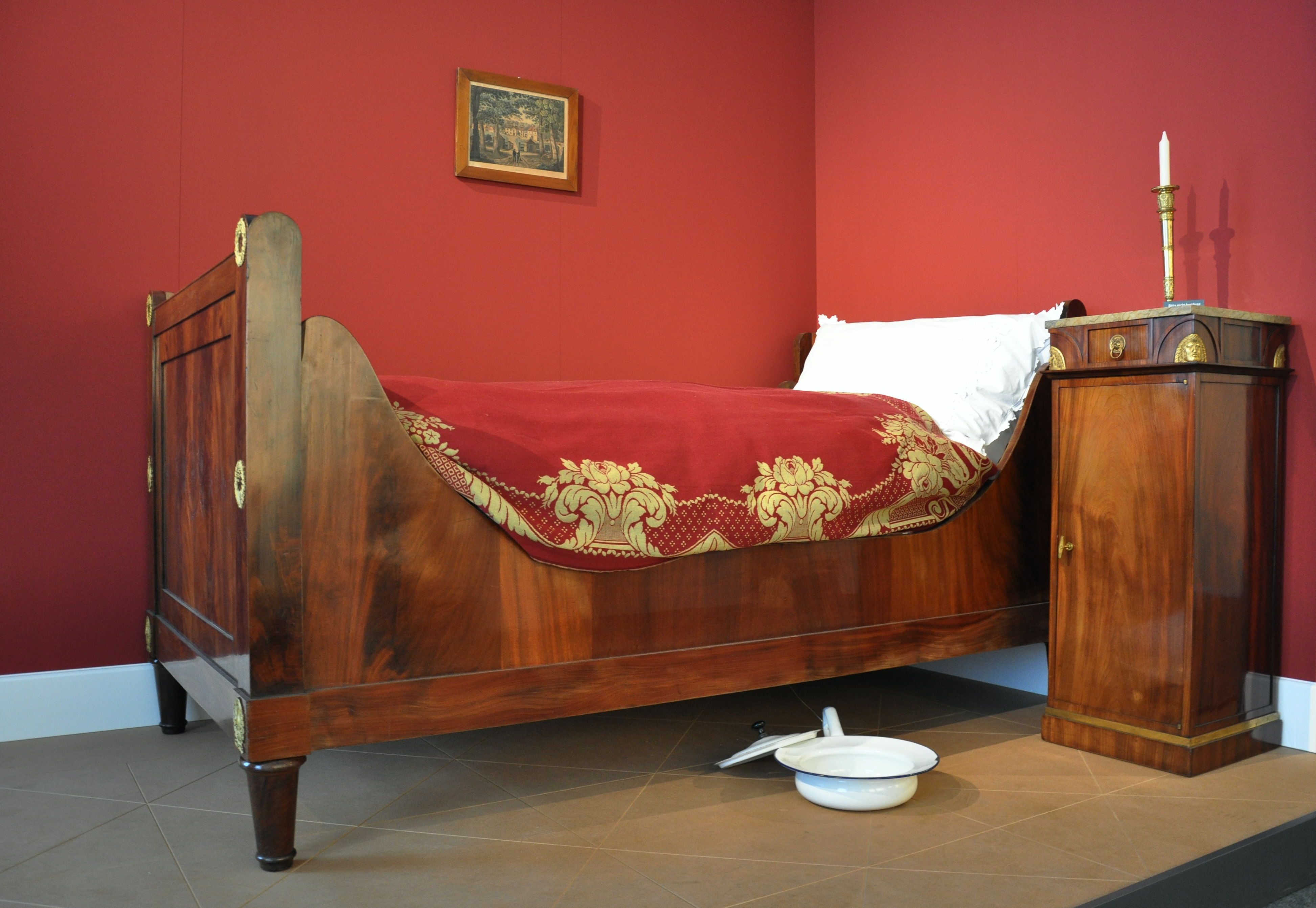
Postel, noční stolek a nočník (okolo roku 1800)

Noční stolek je drobný nábytek umístěný u postele. Je určen k odkládání předmětů, které mohou být zapotřebí v době, kdy osoba leží v posteli.

## Historie
Předchůdci nočních stolků byly např. truhlice, na které se odkládaly lampy nebo svíčky. Noční stolky začaly vznikat v baroku, pod vlivem stylu vlády Ludvíka XIV. Od 17. století nabýval noční stolek na významu, protože ženy z francouzské vyšší společnosti si zvykly přijímat hosty ve své ložnici, často ležíce na svých postelích, zatímco se jejich hosté usadili poblíž postele.
Historické noční stolky, vyráběné před zavedením splachovacích záchodů do bytů od poloviny 18. století, sloužily přednostně k uschování nočníku. Byly proto většinou opatřeny dvířky, umísťovány v ložnici, ale ne v přímém sousedství lůžka. Svoji původní funkci začal noční stolek ztrácet v 19. století, kdy se hygienická zařízení začala rozšiřovat i do nájemních bytů. Noční stolky se staly místem pro odkládání předmětů.

### Galerie

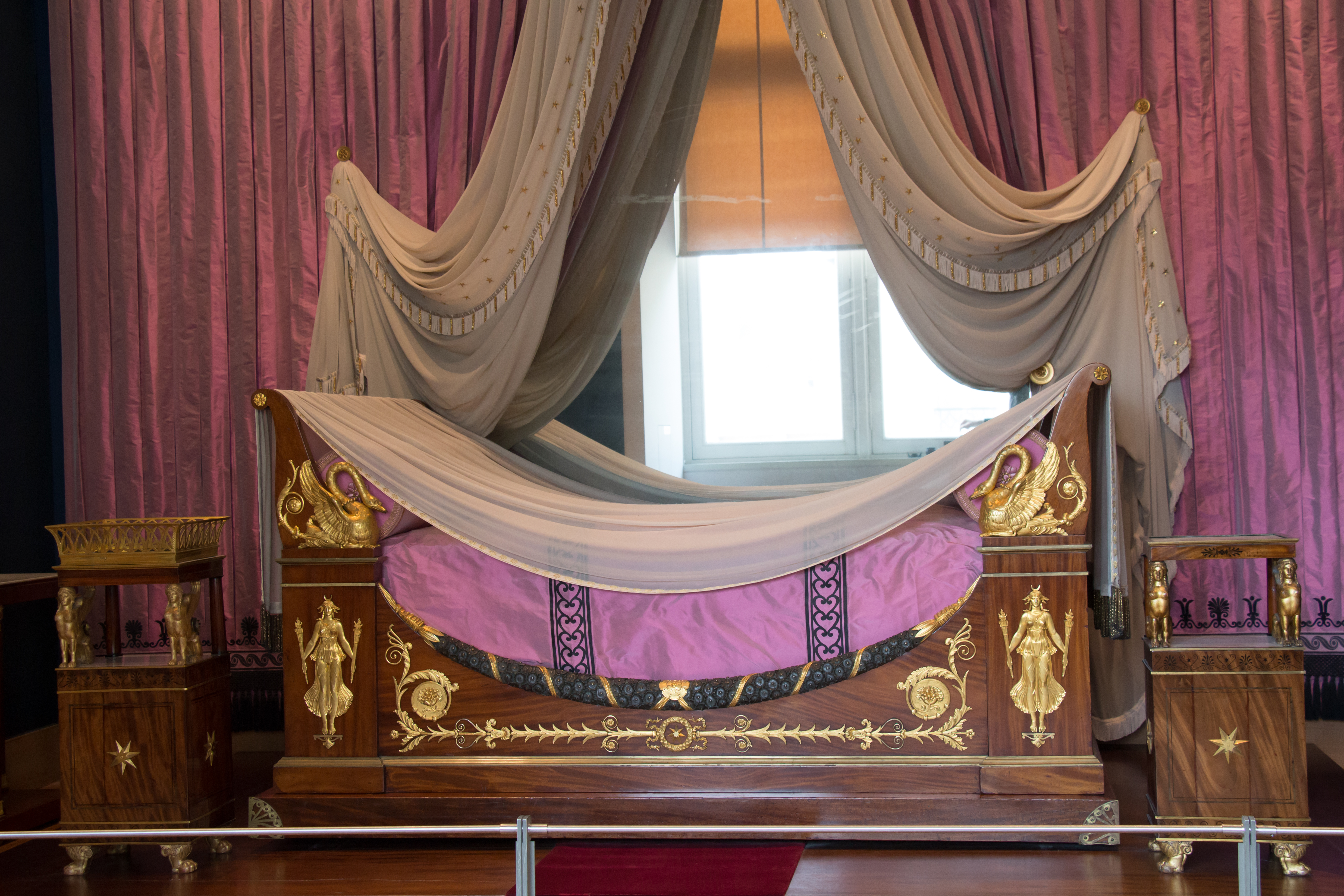
Postel Madame Récarmer s nočními stolky (okolo 1799)[pozn. 1]
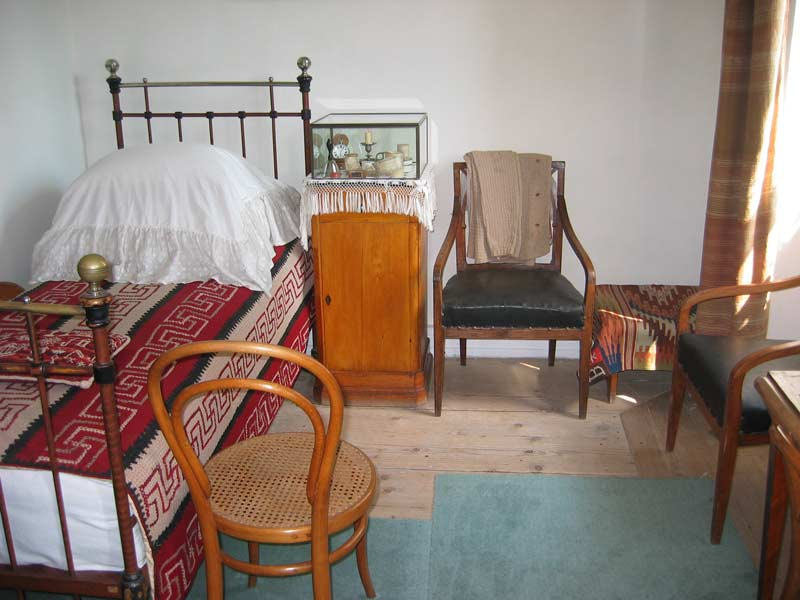
Postel a noční stolek Lva Nikolajeviče Tolstého (Jasná Poljana)
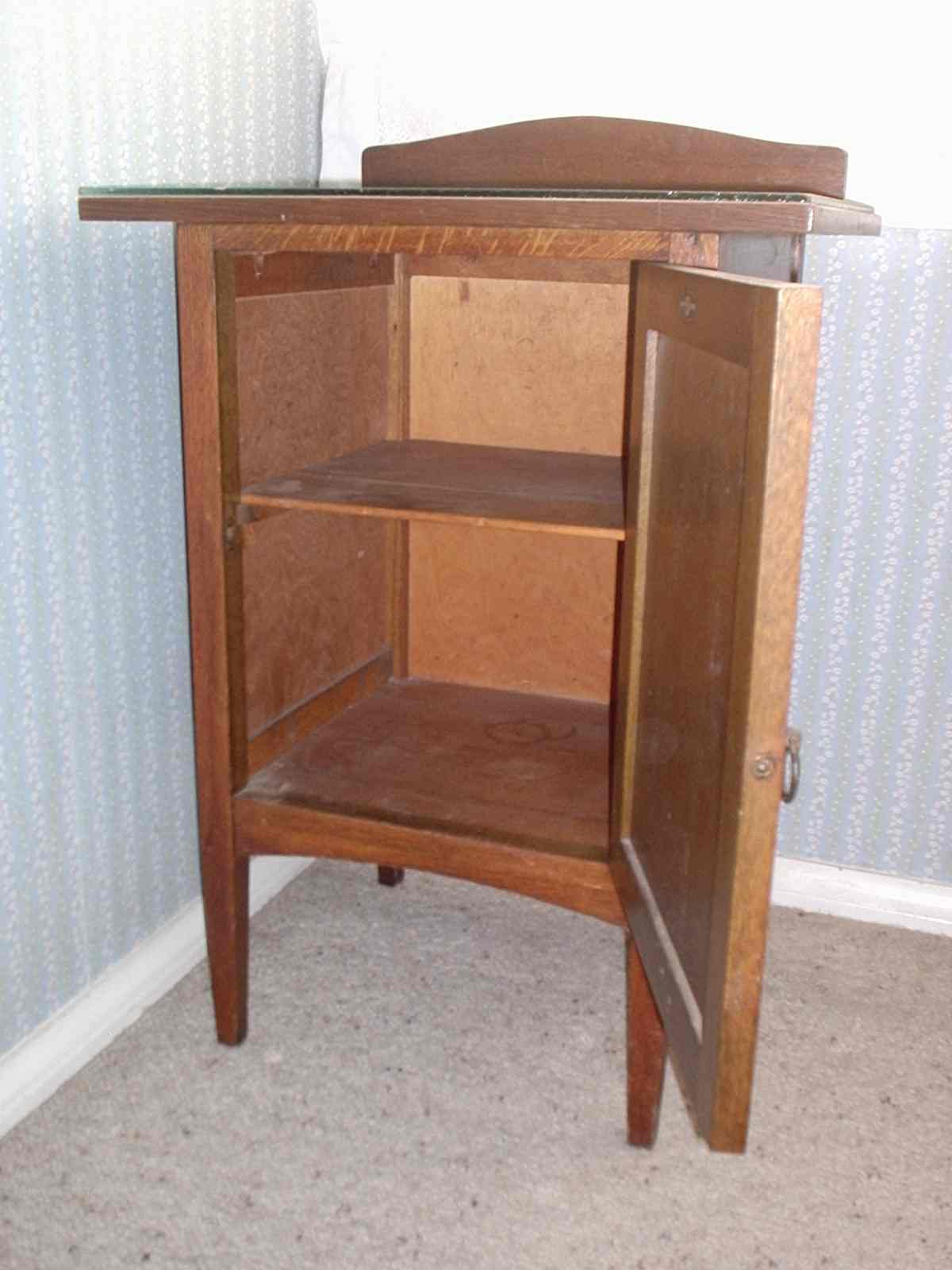
Tradiční noční stolek s prostorem pro nočník (Austrálie, počátek 20. století)

## Moderní noční stolky
Základní provedení nočních stolků se dělí na:
- Samostojné stolky (na nohou, případně na kolečkách)
- Konzolové stolky a opěrné stolky (v přední části mají nohy, zadní částí jsou připevněny na stěnu; pro malou variabilitu nejsou příliš užívané)
- Závěsné noční stolky (mohou být zavěšeny na konstrukci lůžka nebo na stěně)

Dvířka, typická pro historické nočních stolky, jsou většinou nahrazena zásuvkami a/nebo policemi. Délka a šířka obvykle výrazně nepřesahují 50×40 cm, doporučovaná výška má přibližně odpovídat výšce lůžka, z praktických důvodů má být mírně vyšší. Materiál, ze kterého je stolek vyroben, záleží na přání a potřebách uživatele. U dvoulůžek se umisťují dva samostatné noční stolky na protilehlých stranách (někdy integrované s konstrukcí lůžka).

### Galerie

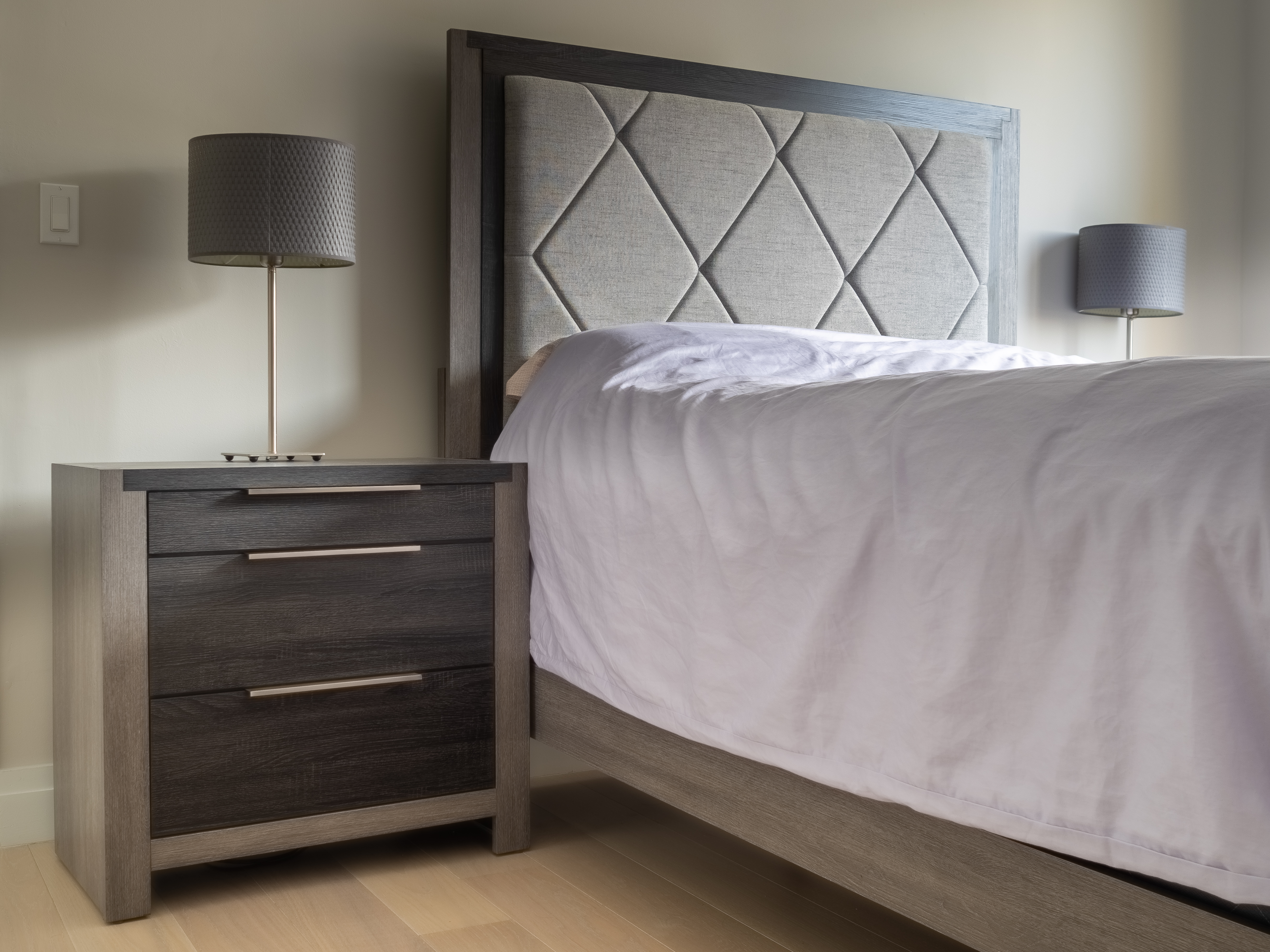
Samostatně stojící noční stolek
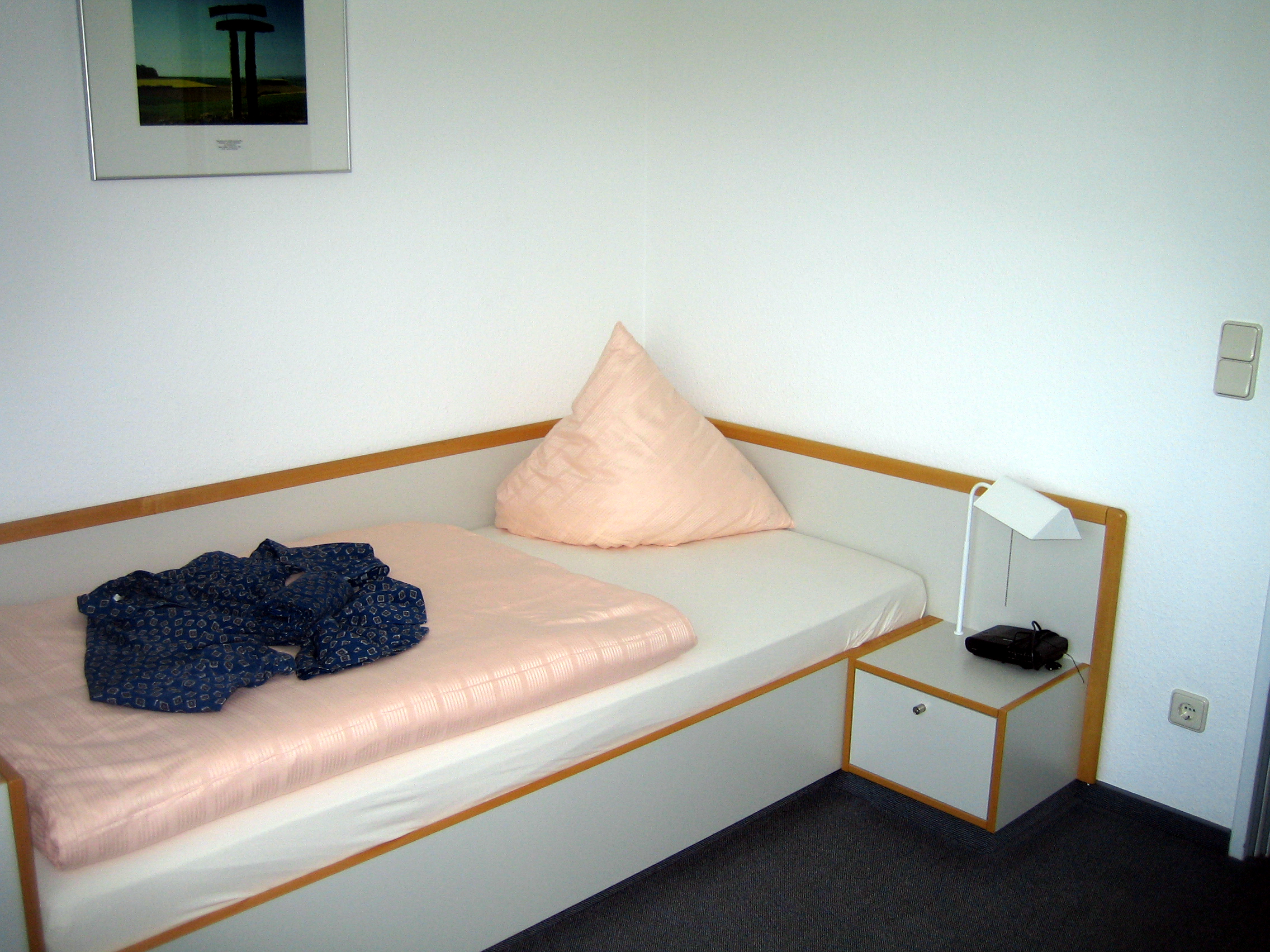
Noční stolek integrovaný s lůžkem
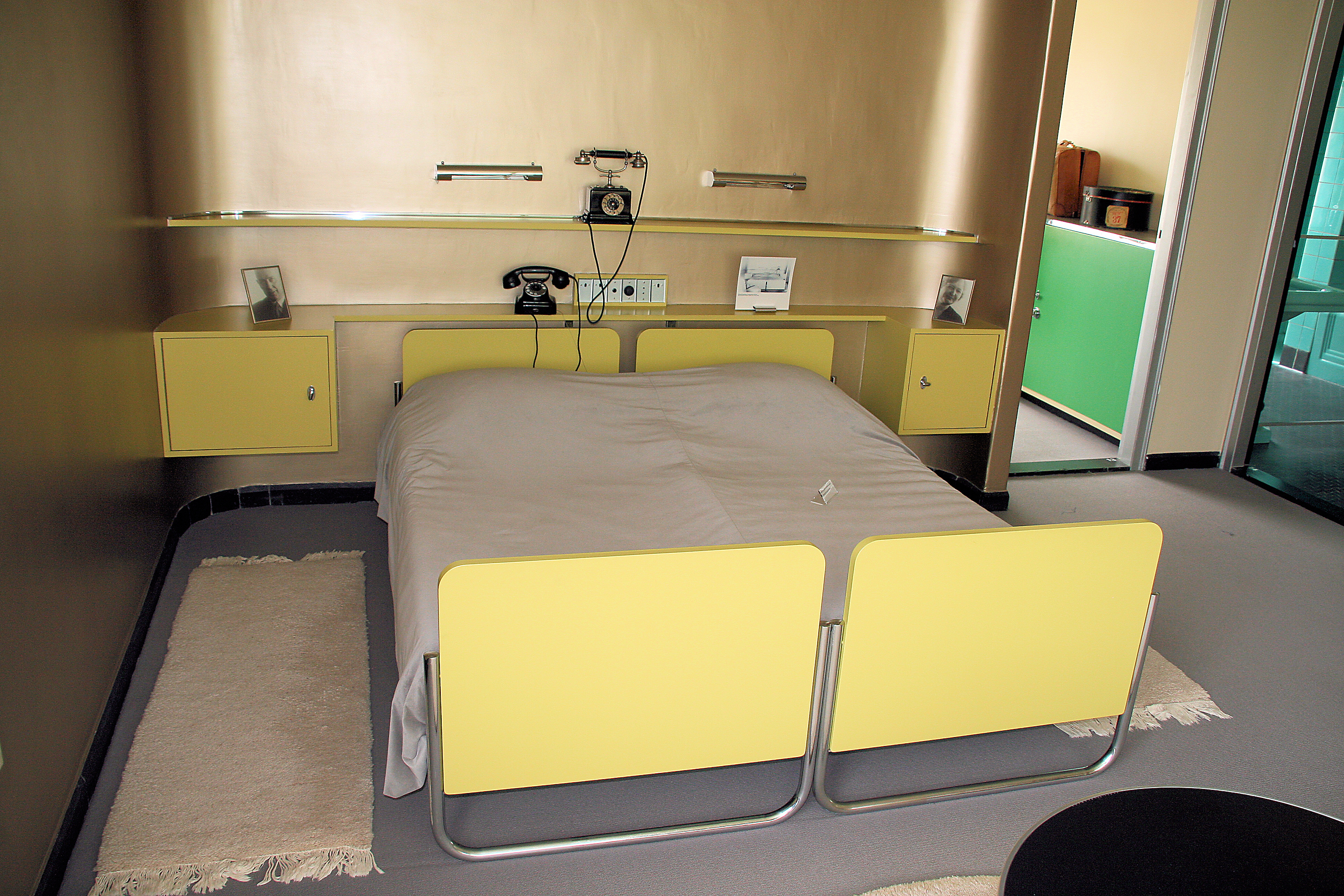
Závěsné noční stolky